# ザガジグ

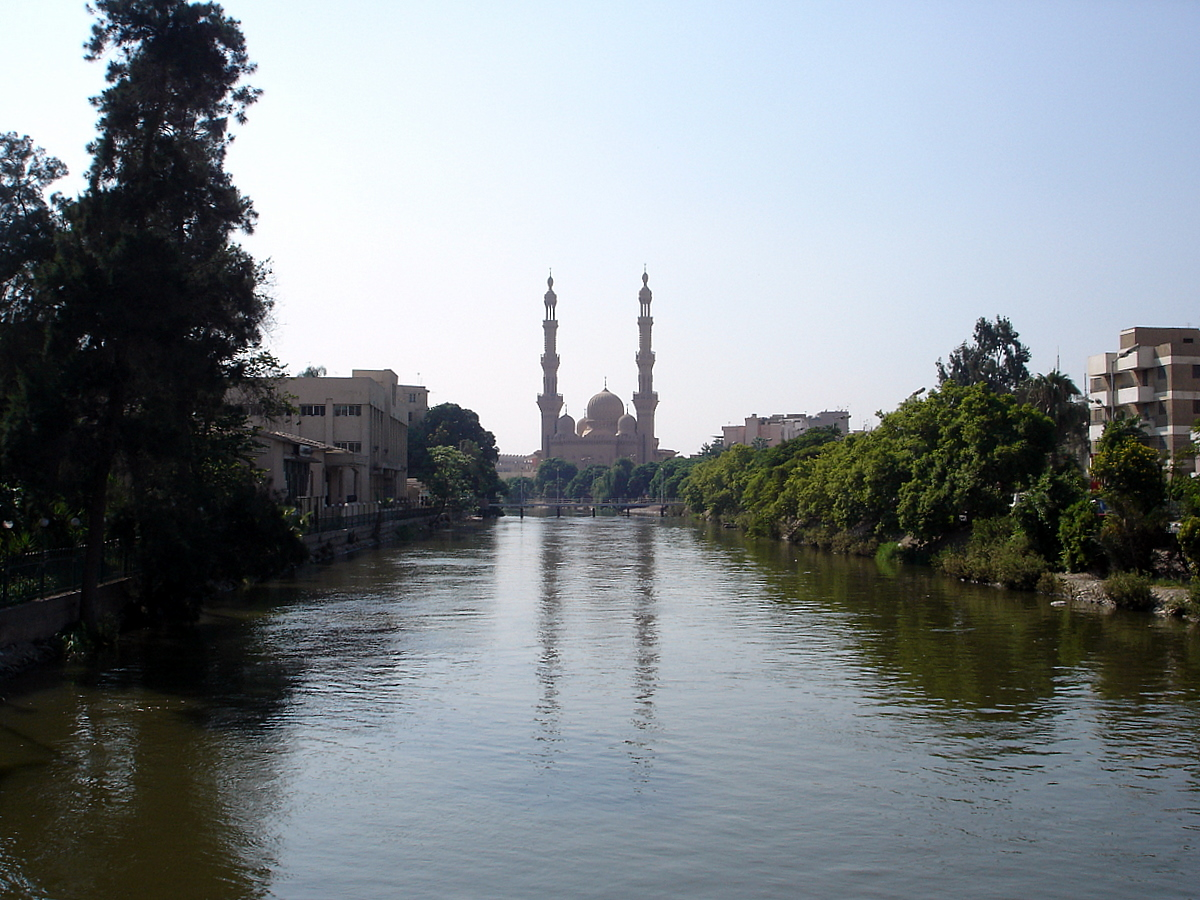
マリーナホテル近くの橋から撮影したモスク。
（2007年8月）

ザガジグまたはザガジク、ザガジーグ（アラビア語: الزقازيق; az-zaqāzīq、口語では[zaʔaziːʔ][zaɡaziːɡ], 英語: Zagazig、Zagazik）は、エジプト北部の町。ナイル川デルタの東部に位置するシャルキーヤ県の県都である。
人口は1999年時点でおよそ27万9000人。フレッシュ・ウォーター運河の支流、ムジズ運河沿いに築かれた。首都カイロからは鉄道で北北東へ76km。デルタが育んだ肥沃な地域の真ん中に位置し、エジプトの綿花・穀物交易の中心地となっている。ヨーロッパの商社が大規模な綿花工場を運営している。
市内のザガジグ大学は国内最大級の大学で、理系・文系かかわらず多くの学部がある。世界最大のイスラム系大学であるアル＝アズハル大学の分校もある。

## 歴史
町の3km南東には古代エジプトの都市、ブバスティスが位置する。ブバスティスは古代の18番目のノモスで、古代エジプトの女神バステトにちなみ築かれた。ブバスティスという名もバステトというヒエログリフのギリシャ転記である。第22、23王朝の首都で、オソルコン2世やネクタネボ2世の建てた寺院の遺構が残る。古王国の会堂の裏には聖なる猫を葬ったカタコンベがある。

## ゆかりの人物
- アフマド・オラービー大佐 - 1882年にイギリスの植民地支配への反乱を指導した軍人。市街には考古資料を展示する「オラービー博物館」という名の小さな博物館がある。
- サラーマ・ムーサ - ジャーナリスト、哲学者、社会評論家
- ジョン・トライコス - 1970年から90年代にかけ、クリケットのジンバブエ代表と南アフリカ代表をつとめた
- サラー・アブド・エルサブール - 詩人、外交官。型にとらわれない近代アラビア詩の祖の一人
- マグディ・エルシャフィー - 漫画家
- ムハンマド・ムルシー - エジプト第5代大統領